# The Great Caruso
The Great Caruso (Brasil: O Grande Caruso ) é um filme biográfico produzido nos Estados Unidos em 1951, dirigido por Richard Thorpe e protagonizado por Mario Lanza. O filme é uma biografia bastante ficcional da vida de Caruso.